# Masa optyczna atmosfery
Masa optyczna atmosfery – wielkość określająca długość drogi optycznej promieniowania w atmosferze. Promieniowanie przechodząc przez atmosferę ulega stopniowemu osłabieniu ze względu na procesy absorpcji oraz rozpraszania. Im dłuższa droga w atmosferze tym osłabienie (atenuacja) jest większe czego konsekwencją jest mniejsza jasność ciał niebieskich blisko horyzontu. Na ogół przez pojęcie masy optycznej atmosfery rozumie się stosunek masy słupa powietrza nachylonego w kierunku danego ciała niebieskiego do masy pionowego słupa powietrza. Tym samym masa optyczna atmosfery dla ciała niebieskiego znajdującego się w zenicie wynosi 1, zaś dla ciała niebieskiego znajdującego się na horyzoncie wynosi około 38. Tym samym promieniowanie jest 38 razy jest silniej osłabiane kiedy ciało niebieskie znajduje się na horyzoncie (propagacja promieniowania w kierunku horyzontalnym) w porównaniu do propagacji promieniowania w kierunku zenitalnym.    
Przybliżoną wartość optycznej masy atmosfery można obliczyć z równania:  
{\displaystyle AMx={\frac {1}{\cos \theta _{z}}}={\frac {1}{\sin \alpha }}}
gdzie {\displaystyle x} odpowiada wartości {\displaystyle AM} (tj. {\displaystyle AM1,\;AM1,5} itd.), {\displaystyle \theta _{z}} to kąt zenitu, a {\displaystyle \alpha } oznacza kąt wzniesienia słońca ({\displaystyle \theta _{z}+\alpha =90^{\circ }}).  